# Послание на свети апостол Павла до Филимона
„Послание на свети апостол Павла до Филимона“ е библейска книга, двадесет и пета в Новия завет. Адресирано е до Филимон – богат жител на малоазийския град Колоса, който е бил покръстен от Павел заедно с цялото му семейство. Неговият роб Онисим бяга от неговия дом и както много други избягали роби се установява в Рим. Там се среща с Павел, който по това време е окован в затвора. Павел започва да му проповядва за Иисус Христос и покръства Онисим. За да го избави от тежката участ на избягал роб, Павел му нарежда да се върне към господаря си вече като покръстен и пише посланието до Филимон от затвора.
Авторството на Павел почти не е оспорвано и се смята за оригинална творба на апостола. Това е най-краткото послание на Павел като се състои само от 335 думи текст на гръцки.
В посланието Павел се определя не като апостол, а като „окован за Иисус Христос“[Филим. 1:1], наричай Тимотей ЕфескиТимотей „брат“[Филим. 1:7], а Филимон – „възлюбен“ и „наш сътрудник“.[Филим. 1:2]. Относно Онисим Павел нарежда на Филимон да го приема като „обичан брат“.[Филим. 1:17]